# Pawhuska
Pawhuska é uma cidade localizada no estado norte-americano de Oklahoma, no Condado de Osage.

## Demografia
Segundo o censo norte-americano de 2000, a sua população era de 3629 habitantes.
Em 2006, foi estimada uma população de 3499, um decréscimo de 130 (-3.6%).

## Geografia
De acordo com o United States Census Bureau tem uma área de
9,7 km², dos quais 9,7 km² cobertos por terra e 0,0 km² cobertos por água. Pawhuska localiza-se a aproximadamente 250 m acima do nível do mar.

## Localidades na vizinhança
O diagrama seguinte representa as localidades num raio de 32 km ao redor de Pawhuska.